# 大瑶山
24°37′53″N 106°23′10″E / 24.631288°N 106.386015°E
大瑶山是位于中国广西壮族自治区中部偏东的一条东北－西南走向的山脉，长约110公里，宽45公里，分布于金秀、鹿寨、荔浦、平南、桂平、武宣、象州和蒙山等地。它呈现典型的丹霞式峰林地貌，是广西的内部弧形山脉的组成部分。拥有海拔1300米以上的山峰60多座。主峰圣堂山，海拔1979米，位于平南县西北，为广西中部最高峰。